# Provinz Palencia
Die Provinz Palencia ist eine spanische Provinz der Autonomen Region Kastilien und León. Die Hauptstadt ist Palencia. Im Norden grenzt sie an die Autonome Region Kantabrien, im Osten an die Provinz Burgos, im Süden an Valladolid und im Westen an León.
Die Provinz Palencia hat 158.115 Einwohnern (Stand: 2024), von denen etwa die Hälfte in der Hauptstadt Palencia leben.

## Verwaltungsgliederung

### Comarcas

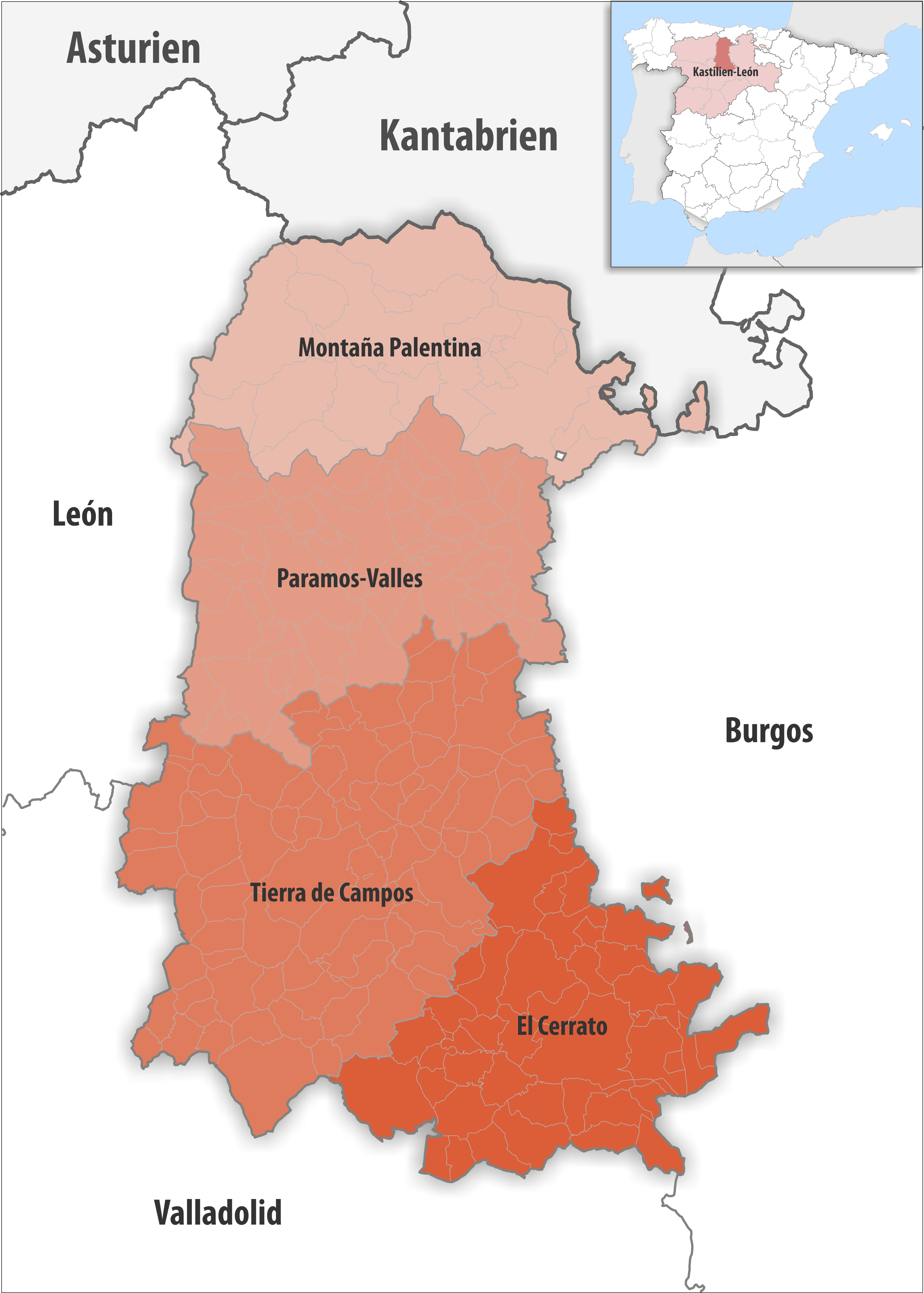
Comarcas in der Provinz Palencia

| Comarca           | Gemeinden | Einwohner (2024) | Fläche km² | Dichte Einw./km² | Hauptort          |
| ----------------- | --------- | ---------------- | ---------- | ---------------- | ----------------- |
| El Cerrato        | 40        | 24.933           | 1.710,80   | 15               | Venta de Baños    |
| Montaña Palentina | 18        | 20.250           | 1.680,54   | 12               | Aguilar de Campoo |
| Paramos-Valles    | 49        | 11.805           | 1.848,79   | 6                | Saldaña           |
| Tierra de Campos  | 84        | 101.127          | 2.812,35   | 36               | Palencia          |
| Provinz Palencia  | 191       | 158.115          | 8.052,48   | 20               | Palencia          |

### Gerichtsbezirke

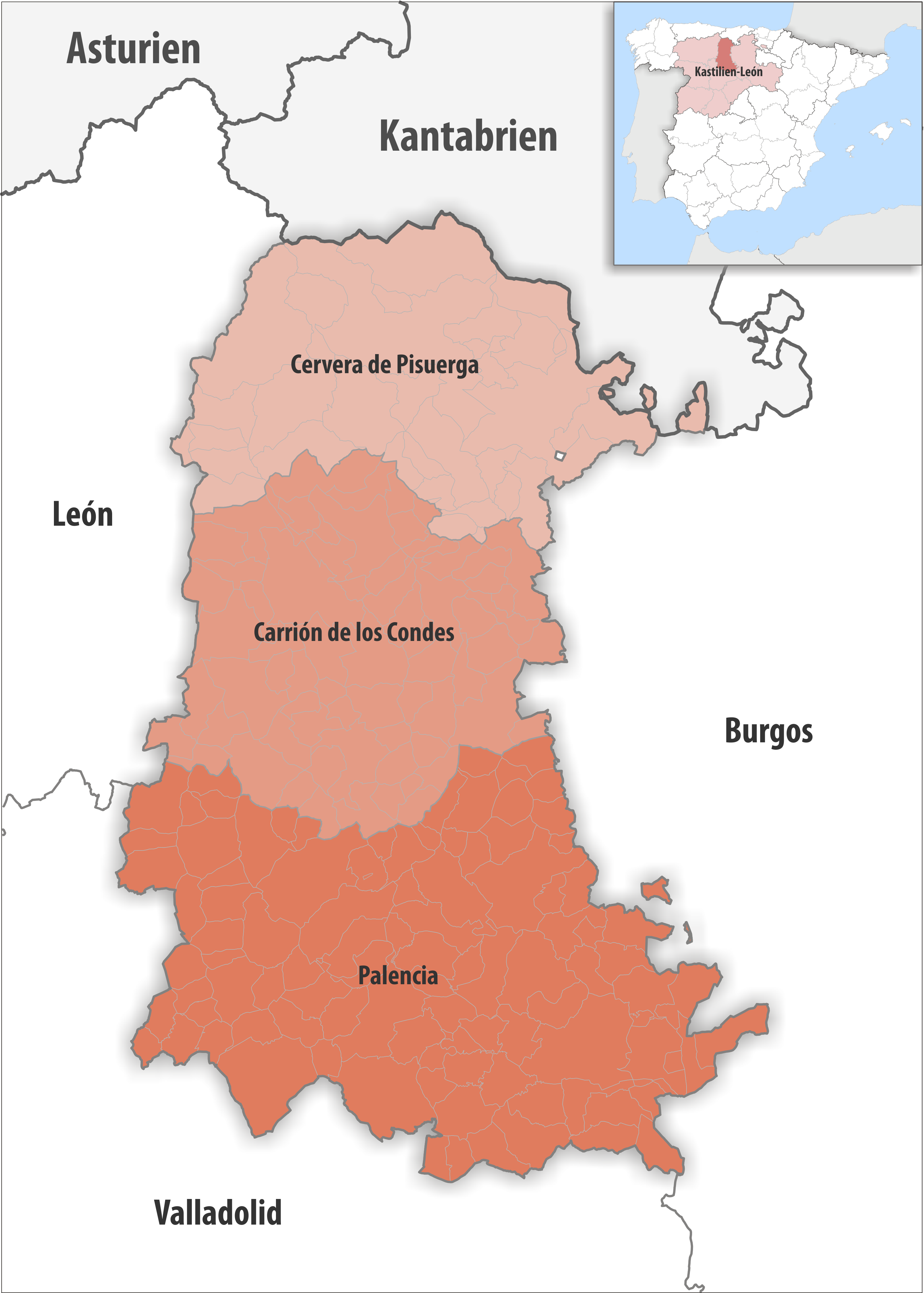
Gerichtsbezirke in der Provinz Palencia

| Gerichtsbezirk        | Gemeinden | Einwohner (2024) | Fläche km² | Dichte Einw./km² | Hauptquartier         |
| --------------------- | --------- | ---------------- | ---------- | ---------------- | --------------------- |
| Carrión de los Condes | 65        | 15.972           | 2.263,68   | 7                | Carrión de los Condes |
| Cervera de Pisuerga   | 29        | 22.336           | 2.073,34   | 11               | Cervera de Pisuerga   |
| Palencia              | 97        | 119.807          | 3.715,46   | 32               | Palencia              |
| Provinz Palencia      | 191       | 158.115          | 8.052,48   | 20               | Palencia              |

## Größte Gemeinde
Stand 2024
| Gemeinde | Einwohner |
| -------- | --------- |
| Palencia | 76.738    |

Kleinste Gemeinde ist Benitagla mit 60 Einwohnern.